# Тенево
Тенево е село в Югоизточна България. То се намира в община Тунджа, област Ямбол.

## География
Село Тенево е разположено на около 18 км южно от гр. Ямбол на десния бряг на река Тунджа. Надморската височина при Футболния стадион, който е построен на нивото на река Тунджа е 116 м. Надморската височина на землището при жп гарата е 160 м. Селото се намира в област с преходно континентален климат. Средната минимална температура през месец януари е около нулата, а средната максимална температура за месец юли е 23 градуса. Валежите варират от 550 л./m² – 750 л./m², като максимума е ясно изразен през пролетта. Снежната покривка сега е краткотрайна и не много дебела, за разлика от миналото, когато падаха големи снегове и се задържаха по цял месец. Не са редки случаите, когато падат ранни есенни и късни пролетни слани, а през лятото и градушки. Река Тунджа е главната водна артерия, която пресича землището на селото от север на юг. Нейните леви притоци, които са целогодишни са: Батак дере, Калайджа и Юрджийлии. Десните притоци са: Аджилар дере, Чешме дере, Юр дере, Джеде дере и селското дере, но те не са с постоянен отток.

## История
Тенево е с древна история, датираща от 1609 г., откогато селото фигурира в регистъра на облаганите ханета (домове) в ямболската кааза. Тогава селото носи името Фъндъкли, а по-късно Булдукьой и Пандъкли. Селото е описано и в пътеписа на Евлия Челеби от 1667 г. – „това село е от 100 къщи, разположено на десния бряг на р. Тунджа. Има една баня и една джамия“. В днешо време селото има 800 къщи.
Първото име Фъндъкли (турски) идва от гъстите лешникови гори, които растели край селото. Второто име – Булдукьой означава намерено село, заобиколено от гъсти гори. През 1934 г., с министерска заповед 2820, обнародвана на 14 февруари същата година, е преименувано на Тервел, а с указ 360, обнародван на 2 август 1950 г., носи името Тенево, наречено на партизанина Кольо Тенев (Равашолата), което при преброяването през 1987 г. има 2478 жители. През 1895 – 1896 г. на мястото на разрушената от турците църква теневци построяват нова, която носи името „Св. св. Константин и Елена“. По този случай от Русия изпращат дарове – икони и друга църковна утвар.

## Културни и природни забележителности
Веднага след Освобождението (три години), в с. Пъндъклии е открито първото училище, или по-точно е назначен първият учител – това е Панайот Д. Белчев от гр. Ямбол. За училище е използван един стар турски хамбар. След Първата световна война, през учебната 1920/21 г. е основана прогимназия. В началото на 80-те години на 20 век, училищната сграда е надстроена с трети етаж, за да приеме ученици от околните села. Самото училище се именува ЕСПУ „Васил Левски“. Понастоящем училището отново е със статут на основно. На 16.12.1910 г., двадесет ентусиасти от селото основават Пъндъклийско Общинско ученолюбиво читалище „Просвета“. То се е помещавало в една паянтова двустайна постройка. Строителството на първата собствена сграда е решено с протокол №17 от 15.08.1924 г. подписан от Иван Попхристов, Ангел Марков, Диньо Жеков Динев, Йордан Георгиев Парапатийски, Ангел Иванов Събев, Георги Иванов Драганов, Димитър Вълчев Попов. Скоро след завършването на сградата в нея се настанява Общината и ползва помещението до построяването на собствена сграда през 1938/1939 година. През 1966 година започва строителството на нова, модерна и мултифункционална сграда. Паричните средства се събират от жителите на селото, които полагат и доброволен, безвъзмезден труд. Така през пролетта на 1969 година строителството приключва и новият културен дом отваря врати. Официалното откриване е на 30 март 1969 година, като лентата прерязва Иван Тенев, който е брат на патрона на селото Кольо Тенев, а по него време е секретар на НС на ОФ в София. През 2010 година реновираното читалище „Просвета 1910“ да бъде тържествено открито от Георги Първанов, президент на Република България.

## Личности
- Желязко Динев Гърков – учител, общественик и родолюбив Теневец, автор на „Историята на село Тенево“ и „Историческа справка за село Тенево“, откъдето е взета голяма част от информацията за селото;
- Кольо Тенев (1910 – 1943) – партизанин и антифашист;
- Иван Тенев (1913 – 1976) – български политик от БКП;
- Христаки Иванов (р. 1930) – български политик;
- Александър Малинов (р. 21 април 1867) – български политик, роден в бесарабското село Пъндъклии, но неговите родители са родом от с. Пъндъклий, Ямболска околия;
- Нася Димитрова (р. 6 ноември 1992) – национална състезателка по волейбол.

## Спорт
Футболният отбор „Тунджа“ – Тенево е създаден около средата на миналия век, като към средата на 90-те престава да функционира. През 2006 г. се учредява отново като новото му име е ФК „Тунджа – 2006“ – Тенево. Отбора съществува няколко година като се подвизава в А – окръжна футболна група. Той е възобновен отново през месец септември 2014 г. Състезава се в „Б“ Областна група-мъже. Клубът провежда своите домакински мачове на стадиона в селото.
Периодично се провежда футболен турнир на малки врати.
В село Тенево е изградена и фитнес зала.

## Други
Икономическият облик на селото се определя от машиностроителния завод на австрийската фирма „Палфингер Продукционстехник България“, лозовите масиви на винзавод „Пещера“ и частни земеделски кооперации.
Училището в с. Тенево е създадено през 1882 г. като основно и като такова съществува до 1982 г., когато е преобразувано в СОУ. Като такова функционира до 2005 г. когато в резултат от демографската характеристика на селото и намалелия брой деца отново е преобразувано в основно училище.
През 1970 г. е създадена целодневна детска градина, която функционира и днес с две групи деца.
Преди 1989 година в селото е изградена значителна инфраструктура в подготовка за преструктуриране от център на селищна система в град. Завършена е луксозната за времето си сграда на земеделската кооперация. На груб строеж остават голям партиен дом, сграда на потребителна кооперация, хотел, тухлена фабрика и др. Към момента огромната застроена площ стои без ефективна експлоатация.
Заради изключително удобното местоположение, природни дадености, ниска престъпност, добра инфраструктура селището е център на немалка колония от граждани на Великобритания.